# Gertrudenkapelle (Büderich)

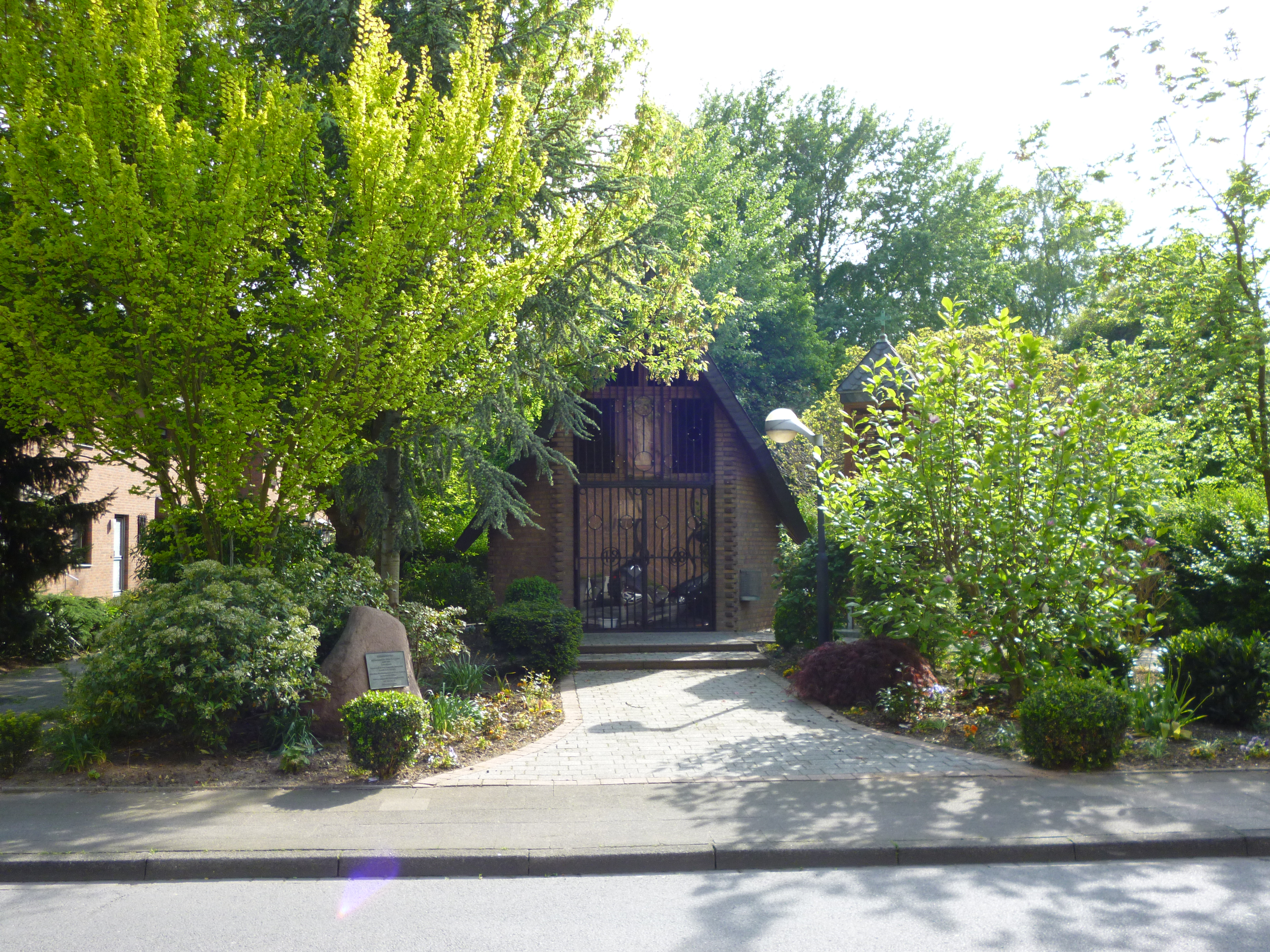
Gertrudenkapelle in Büderich

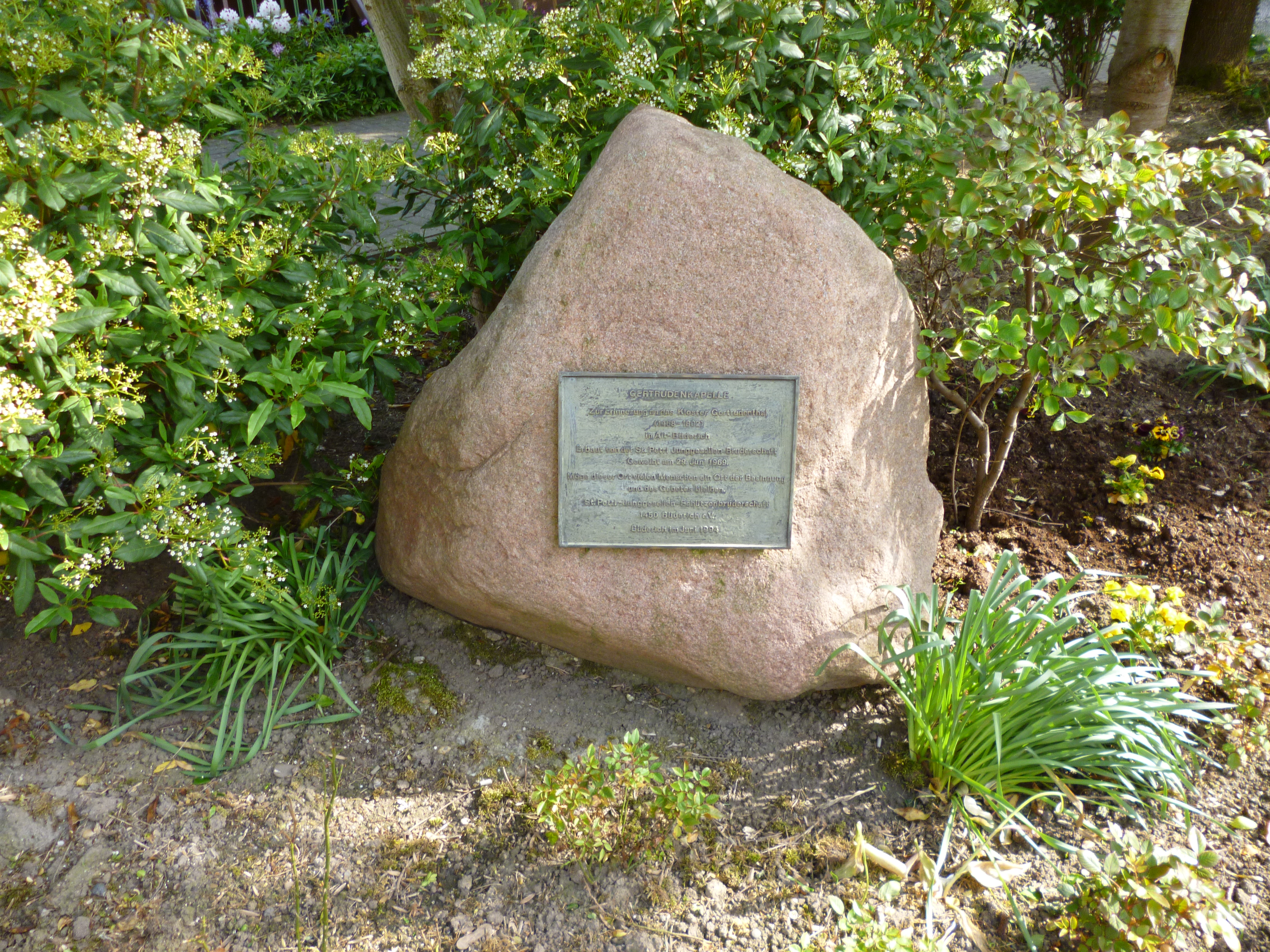
Stein mit Informationstafel

Die Gertrudenkapelle in Büderich wurde 1968 von der St. Petri Junggesellen Schützenbruderschaft in Eigenleistung erbaut. Geweiht wurde sie am 29. Juni 1969.
Die Kapelle, die das Patrozinium der Heiligen Gertrud von Nivelles trägt, wurde in Erinnerung an das Kloster Gertrudenthal in Alt-Büderich errichtet. Zugleich dient sie als Fronleichnamsaltar. Das Kloster Gertrudenthal war um 1460 gegründet worden, welches um 1470 augustinisch und in der zweiten Hälfte des 16. Jahrhunderts mit dem außerhalb gelegenen Konvent Mariengeist vereinigt geworden war, bis es 1802 unter napoléonischer Herrschaft aufgehoben wurde. An das Kloster Mariengeist wiederum erinnert die St. Pankratius Kapelle in Gest.
Im Jahr 2012 wurde die Gertrudenkapelle um einen freistehenden kleinen Glockenturm ergänzt, in dem die Glocke des benachbarten Haus Marien einen neuen Platz gefunden hat.